# Premio Vicent Silvestre
El Premio de narrativa infantil Vicent Silvestre es un premio literario de novela escrita en catalán para un público infantil, organizado por la editorial Bromera y el ayuntamiento de Alcira (Valencia), dentro del grupo de premios que se conoce como "Ciutat d'Alzira". Los últimos ganadores han sido:

## Galardonados
- 1996: Enric Lluch, por L'àngel propulsat i el dimoni emplomat
- 1997: Mercé Viana, por El cas misteriós de la lletra malalta
- 1998: Maria Jesús Bolta, por Qui t'ha dit que el món era blanc?
- 1999: Jesús Cortés, por L'ull de la mòmia
- 2000: Joan Pla, por L'autobús d'aniràs i no tornaràs
- 2001: Vicent Marçà, por La fada masovera
- 2002: Llucià Vallés, por L'illa de les foques
- 2003: Francesc Gisbert, por Misteris SL
- 2004: Teresa Broseta, por Les costures del món
- 2005: Ferran Bataller, por Contes amb tinta blava
- 2006: Vicent Enric Belda, por La llegenda de l'amulet de jade
- 2007: Dolors Garcia i Cornellà, por Marvin, l'enllustrador de sabates
- 2008: Lourdes Boïgues, por La mascota que no existía
- 2009: Pep Castellano, por Bernat, el científic enamorat
- 2010: Vicent Enric Belda, por El secret de Meritxell
- 2011: Juan Emilio Gumbau González, por El viatge de Lluna a les muntanyes
- 2012: Jordi Sierra i Fabra, por El dia que en Gluck va arribar a la Terra[2]
- 2013: David Navalón, por El guardià dels cinc secrets
- 2014: Francesc Puigpelat, por El nen que va xatejar amb Jack Sparrow.
- 2015: Enric Lluch, por Mònica, Tonet i l'home que sabia fabricar flautes de canya
- 2016: Carles Cano, por El desbaratat conte dels fesols màgics
- 2017: Ximo Cerdà, por Un mocador de pirata[3]
- 2018: Martín Piñol, por Superbaguet.
- 2019: Francesc Gisbert, por El campament d’Aniràs i no Tornaràs.
- 2020: Francesc Puigpelat, por Cançons llunàtiques,[4]